# Xã Genesee, Michigan
Xã Genesee (tiếng Anh: Genesee Township) là một xã thuộc quận Genesee, tiểu bang Michigan, Hoa Kỳ. Năm 2010, dân số của xã này là 21.581 người.